# Запорізький завод феросплавів
АТ «Запорі́зький заво́д фероспла́вів» — одне з найбільших профільних підприємств в Європі, монополіст з виробництва феросиліцію (47,7 % обсягу українського ринку) сірковуглецевого феромарганцю і металевого марганцю (100 %).
Виробляє марганцеві та кремнієві сплави (феросилікомарганець, феросиліцій, феромарганець), які використовуються в металургійній промисловості для розкислення і легування стали, сплавів, чавуну. Постачальниками сировини є українські компанії: Покровський ГЗК, Марганецький ГЗК, «Азовсталь», Авдіївський КХЗ, Новотроїцьке РУ та ін. Продукція експортується як безпосередньо, так і через трейдерів. Підприємство частину продукції виробляє за давальницькою схемою.
Усі електропечі оснащені установками пиловловлення, частина феросплавного газу використовується як замінник природного, діють замкнуті цикли постачання технічною водою.
ЗФЗ — єдиний виробник металічного марганцю в Україні.

## Історія
Завод розпочав роботу в 1933 році. Цех 2 ферохрому працював від 10 жовтня 1933 року. Цех 1 феррохрому почав працювати від 1934 року. Потім обладнання було перевезене до Сталінська. Від 1944 до 1948 року виробляв карбід кальцію. Відновлений після Другої світової війни в 1948 році, відбудовано на початку грудня 1951. У 1955 році введено цех № 3 з виробництва феромарганцю, газовапняне відділення. В 1958 році введено цех 4 з виробництва феросиліцію.
У 1971 році підприємство нагороджене Орденом Трудового Червоного Прапора.

### Після відновлення незалежності
Після відновлення незалежності України державне підприємство було перетворене у відкрите акціонерне товариство.
У 1993 році підприємство було акціоноване. Власник — фінансово-промислова група Приват.
У серпні 1997 року завод було включено до переліку підприємств, які мають стратегічне значення для економіки й безпеки України.
У 1998 році була створена Українська асоціація виробників феросплавів (УкрФА), учасником якої став завод.
2003 рік завод завершив з прибутком 640 тис. гривень, 2004 рік — зі збитком 134 млн гривень.
У вересні 2005 року завод розпочав виробництво феросилікоалюмінію (склад із 15—20 % алюмінію і 50—70 % кремнію), яке було опановано на печі № 1, яка до цього виготовляла феросиліцій.
Економічна криза, яка розпочалася у 2008 році ускладнила ситуацію на підприємстві, обсяги виробництва зменшилися, в кінці 2008 року завод було тимчасово зупинено, а в лютому 2009 року були запущені дві печі з виробництва феросилікомарганця (№ 5 і № 27), але в березні 2009 року вони були зупинені. 1 червня 2009 року завод запустив п'ять плавильних печей, але не зважаючи на це, завершив 2009 рік зі збитком 153,535 млн гривень.
У 2010 році ситуація підприємства стабілізувалася й обсяги виробництва зросли, у 2011 році він виготовив 210,2 тис. т феросплавів.
2012 рік завод завершив зі збитком 144,826 млн гривень.
У 2013 році завод виготовив 298,2 тис. т феросплавів, у 2014 році — 327,3 тис. тонн феросплавів, але у 2015 році почалося скорочення обсягів виробництва.
У чотирьох цехах працює 31 плавильна піч. Також працює 3 вапняних печі. Працює 13 допоміжних цехів.
Прибуток у 2017 році — 1 648 339 393,82 грн.
У 2018 році Запорізький завод феросплавів році знизив випуск продукції на 7,2 % в порівнянні з 2017 роком — до 246,19 тис. тонн.
У 2019 році ЗЗФ планує інвестувати UAH 164 млн. Близько 85 % від суми інвестицій буде направлено на проєкти підтримання, відповідно тільки 15 % — на проєкти розвитку.
3 листопада 2023 року, згідно повідомлення пресслужби АТ «Запорізький завод феросплавів», завод розпочинає зупинку роботи пічних агрегатів для проведення ремонтних робіт, які при їх поточній роботі провести не можливо.

## Керівництво
Головою заводу є Кравченко Павло Олександрович.

## Об'єми виробництва (2017 рік)
- феромарганець ФМн78 — 43 тис. т[2]
- феросиліцій ФС65 — 55 тис. т[2]
- феросиліцій ФС75 — 30 тис. т[2]
- Марганець металічний Мн95 — 8 тис. т[2]

## Інше
Підприємство спонсорує баскетбольний клуб — «Ферро».
Видається газета «Феросплавник».
Чисельність персоналу — 3043 осіб.
Середня заробітна плата (до стягнення податків на рівні працівника) — 147 тис. грн на рік.